# Радецький Федір Федорович
Фе́дір Фе́дорович Раде́цький (рос. Фёдор Фёдорович Радяцкий; 1820, Санкт-Петербург, Російська імперія — 14 (26) січня 1890, Одеса, Херсонська губернія, Російська імперія) — український військовик білоруського походження, герой Шипки, генерал-ад'ютант, георгіївський кавалер, почесний член Миколаївської академії Генерального штабу, почесний громадянин Полтави. Почесний громадянин Санкт-Петербурга (1878).

## Життєпис
Федір Федорович Радецький народився у 1820 року в місті Санкт-Петербург, що на той час входило до складу однойменної губернії Російської імперії в сім'ї дворян Полтавської губернії — відставного полковника Федора Федоровича і Євдокії Петрівни Радецьких.
5 листопада 1834 року Федір Радецький вступив на службу в кондукторської роту Головного інженерного училища і 14 березня 1838 був призведений в унтер-офіцери. 13 серпня 1839 року він здав випускний іспит і отримав звання польового інженера-прапорщика «з залишенням при училищі для проходження курсу наук в інженерних офіцерських класах». 9 вересня 1841 року, по закінченні курсу, Радецький був випущений на дійсну службу в Інженерний корпус і отримав призначення у Варшавську інженерну команду, звідки у 1842 році переведений був на Кавказ — в Грузинський інженерний округ.

### Військова служба на Кавказі
З 1843 року майже тридцять років з невеликими перервами служив на Кавказі. Брав участь у війні Російської імперії з тубільцями Північного Кавказу, проявивши ряд бойових відзнак в боях проти горців.
У 1843 в загоні генерал-майора Сергія Безобразова він брав участь у поході проти горців зі станиці Невинномиської до річок Уруп і Великий Зеленчук, відбитті станиці Бекешевської. З 11 травня по 7 листопада того ж року керував будівництвом оборонної вежі у верхів'ях Кубані. В червні наступного 1844 року він брав участь у походах Чеченського загону генерал-ад'ютанта Олександра Нейдгардта і загону генерал-майора Роберта Фрейтага проти Шаміля. 1 липня 1844 за відмінність у службі Радецькому було присвоєне звання «підпоручник». У липні-вересні брав участь у низці походів, набігів, рекогносцировок та експедицій проти горців і непокірних аулів з Темір-Хан-Шури і Євгеніївського укріплення. 15 вересня 1844 року Радецьким був спалений аул Зубуту і міст через річку Сулак.
За участь у Даргинському поході російської армії 1845 року Радецький був призведений у поручники й нагороджений орденом Святого Станіслава 3-го ступеня: в загоні, зібраному в селищі Джангутай під командуванням генерал-майора князя Кудашева, Радецький брав участь у поході для упокорення непокірних селищ Акуши, Огли і Лаваши. 5 червня, під особистим керівництвом Головнокомандувача генерал-ад'ютанта князя Воронцова — у штурмі гори Анчімеер. Після будівництва низки укріплень в Мічікальській ущелині і на перевалі Кірк, поручник Радецький зі своїм підрозділом здійснив перехід для з'єднання із загоном генерал-майора Пассека. Брав участь в боях із загонами Шаміля на висотах Азам, Занак-Бака тощо.

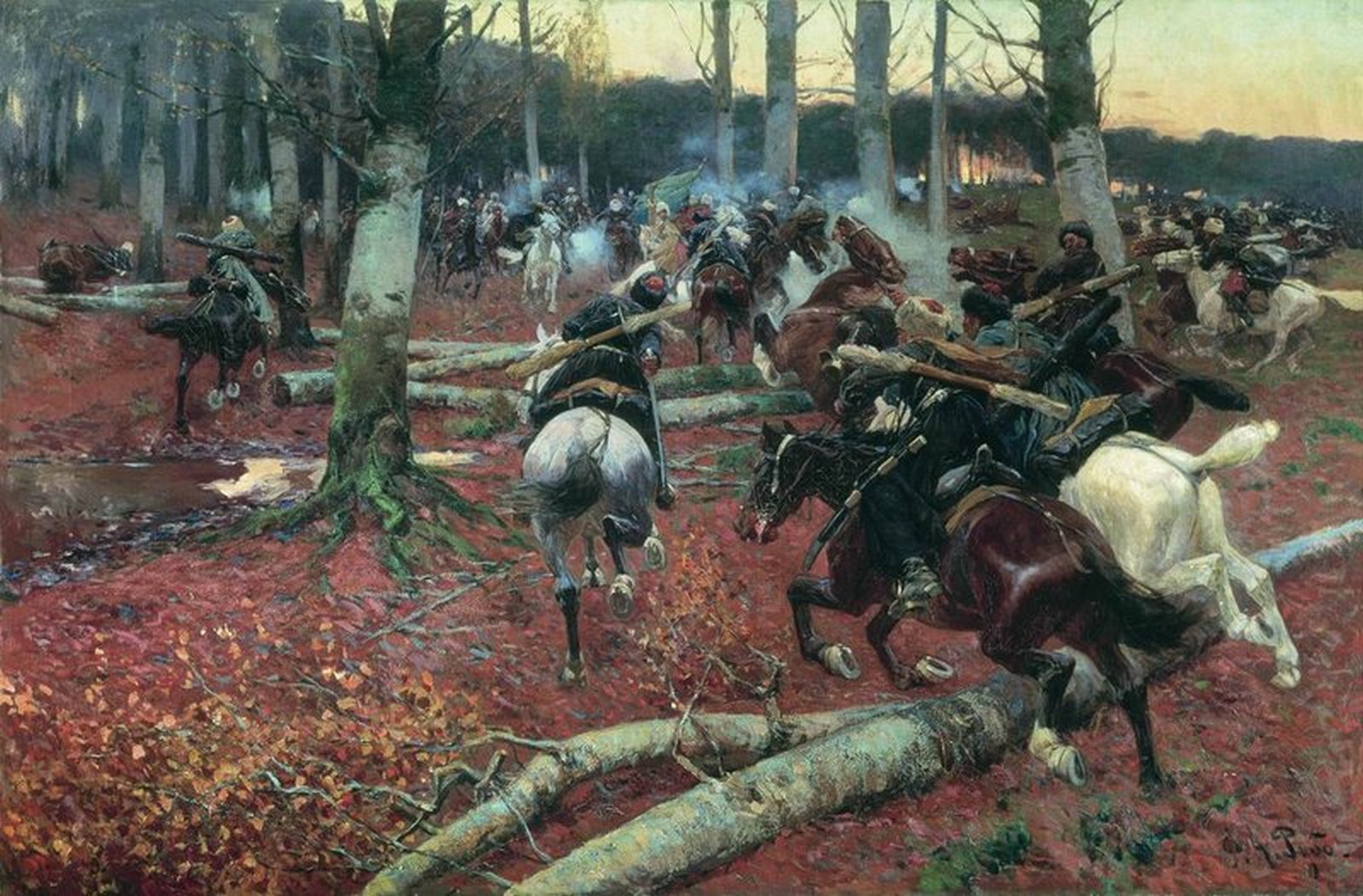
Кавказька війна. Картина Франца Рубо

З січня по липень 1846 року, перебував у складі Чеченського загону, який здійснив перехід до фортеці Грізної, звідки здійснював набіги на навколишні гірські аули. Після розпуску цього загону наприкінці липня Радецький був переведений в Кавказький саперний батальйон, де призначений командиром третьої саперної роти.
У липні 1847 року вступив до Миколаївської академії Генерального штабу, курс якої закінчив 19 липня 1849 року по 1-му розряду з призведенням 25 липня в штабс-капітани. Був направлений в діючу армію, в 5-й піхотний корпус, що дислокувався у місті Германштадті а діяв проти Угорських повстанців в Трансільванії. Після припинення там військових дій, 5 квітня 1850 року, Радецький разом з 5-м корпусом повернувся до Російської імперії. Після повернення до Росії Радецький знову просився на Кавказ, клопотання було задоволене — він був призначений у Окремий кавказький корпус, куди і вирушив у листопаді того ж року. 22 грудня 1850 року за відмінні успіхи в науках в Імператорській військової академії Радецький був призведений в капітани з переводом до Генерального штабу.
По прибутті 9 січня 1851 року в Тифліс був призначений в загін генерал-майора Павла Слєпцова. Брав участь у роботах по заселенню Нижньої Сунжі, створенню в цій області нових станиць біля колишнього аулу Алхан-Юрт і у аулу Самашки. Ці заходи були важливі для прикриття лінії комунікацій по Тереку і для повного контролю над краєм, який з цією метою заселявся козаками та піхотними резервами. У липні 1851 року відряджений Головнокомандувачем Кавказьким корпусом князем Воронцовим в Кубу для збору відомостей про діяльність Шаміля і Хаджі-Мурата та про рівень їх підтримки з боку місцевого населення.
Протягом 1852 року перебуав у Лучекському загоні під командуванням генерал-майора Волкова, брав участь у поході з Самурського округу до Гельмецу і розгромі Даніял-бека. Після повернення загону Волкова в Прикаспійський край Радецький перевівся в Дагестанський загін який здійснив у серпні — листопаді рейд тилами горців і 19 листопада повернувся в Темір-Хан-Шуру. Призначений виконуючим посаду старшого ад'ютанта у штабі командувача військами Прикаспійського краю в частині що стосується Генерального штабу, Радецький, за відзнаку у справах з горцями на Лезгінській лінії, 16 грудня отримав орден Святої Анни 3-го ступеня, а 16 червня 1853 року — іменне Монарше благовоління в Височайшому наказі. За відзнаку в кампанії 1853 року Федір Федорович Радецький був нагороджений орденом Святої Анни 2-го ступеня (18 серпня 1855 року). Призведений 11 квітня 1854 року в підполковники, Радецький за відзнаку у справах був нагороджений 4 жовтня 1855 року орденом Святого Володимира 4-го ступеня.

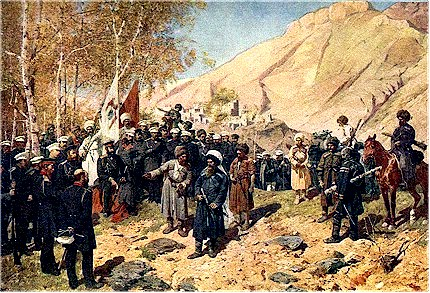
Захоплення у полон Шаміля. Картина Франца Рубо

26 квітня 1855 року Радецький отримав призначення завідувачем штабом командувача військами в Прикаспійському краї. Залишаючись на цій посаді протягом року, Радецький взяв участь у низці походів і експедицій на табасаранів. 16 серпня призначений начальником штабу 21-ї піхотної дивізії та військ в Прикаспійському краї. За відзнаку у справах проти горців 1855 року і за захоплення в полон у Табасарані головних заколотників Радецький був призведений 10 жовтня 1857 року в полковники, а в кампанію 1857 року, за командування загоном у битві з горцями при урочищі Джантай-Гол і за справи в Салатавії, йому двічі оголошено Монарше благовоління та вручена імператорська корона до ордена Святої Анни 2-го ступеня.
Призначений 1 грудня 1858 року командиром 82-го Дагестанського піхотного полку, Радецький зі своїм полком у лютому — квітні 1859 року разом з загоном генерала Олександра Врангеля здійснив експедицію в Аух і Ічкерію. Брав участь у штурмі аулу Гуніб та полоніннї Шаміля. Відзначений орденом Святого Георгія 4-го ступеня (1 серпня 1859 року) а також золотою шашкою «За хоробрість» (10 травня 1860).
У кампанію 1860 року Радецький 27 вересня штурмував аул Беной. 18 листопада призначений виконуючим справами начальника штабу військ Терської області і 1 лютого 1861 року вступив на посаду. За відзнаку в кампанії 1860 року 15 липня 1861 Радецькому було присвоєне звання генерал-майор із зарахуванням по Генеральному штабу.
26 квітня 1862 року він призначений помічником начальника Кавказької гренадерської дивізії. У кампанії 1862 року брав участь у бойових діях за Кубанню і в Черкесії по обидві сторони Кавказького хребта. 1863 року перебував у Закатальському окрузі для придушення повстання аварців, за що 5 вересня був нагороджений орденом Святого Володимира 3-го ступеня з мечами.
Після повернення з Кавказу, з 17 лютого 1865 року Радецький командував 38-ю піхотною дивізією і за відмінність по службі був нагороджений 16 квітня 1867 року орденом Святого Станіслава 1-го ступеня з мечами. 6 березня 1868 року отримав у командування 21-шу піхотну дивізію. За відмінність по службі 20 травня 1868 року призведений в генерал-лейтенанти, а 30 серпня 1870 року нагороджений орденом Святої Анни 1-го ступеня з мечами. З 7 квітня 1871 року командував 9-ю піхотною дивізією. 30 серпня 1875 року отримав орден Святого Володимира 2-го ступеня. І, врешті, 1 листопада 1876 року він був призначений командиром 8-го армійського корпусу.

### Російсько-турецька війна
Під час російсько-турецької війни 1877—1878 років командував корпусом і отримав гучну славу захистом Шипкинського перевалу.
З оголошенням Росією 12 квітня 1877 року війни Туреччині, Радецький на чолі 8-го армійського корпусу виступив з Кишинева. 19 квітня переправившись біля Леови через Прут, перейшов румунський кордон, і рушив в напрямку Бухаресту. 15 червня війська Південного загону під загальним керівництвом Радецького форсували Дунай і «за особистої участі його імператорської високості Головнокомандувача великого князя Миколи Миколайовича та принца Олександра Баттенберга» захопили Свіштов. Свіштов став першим звільненим від турків болгарським містом. «У нагороду за відмінні мужність та хоробрість, проявлені при переході військ через Дунай у Сістова 15 червня 1877 року» генерал-лейтенант Радецький отримав орден Святого Георгія 3-го ступеня.
Після переправи через Дунай 8-му корпусу було наказано прямувати за передовим загоном генерал-майора Йосипа Гурка як резерву. 30 червня головні частини корпусу прибули до Тирнова. Після оволодіння 7 липня загонами генерал-ад'ютанта Миколи Святополк-Мирського та генерал-майора Йосипа Гурко Шипкинським перевалом (який мав стратегічне значення, адже Шипка забезпечувала найкоротший шлях до Стамбулу), 19 липня Радецькому була поставлена задача утримувати південний вхід на перевал.

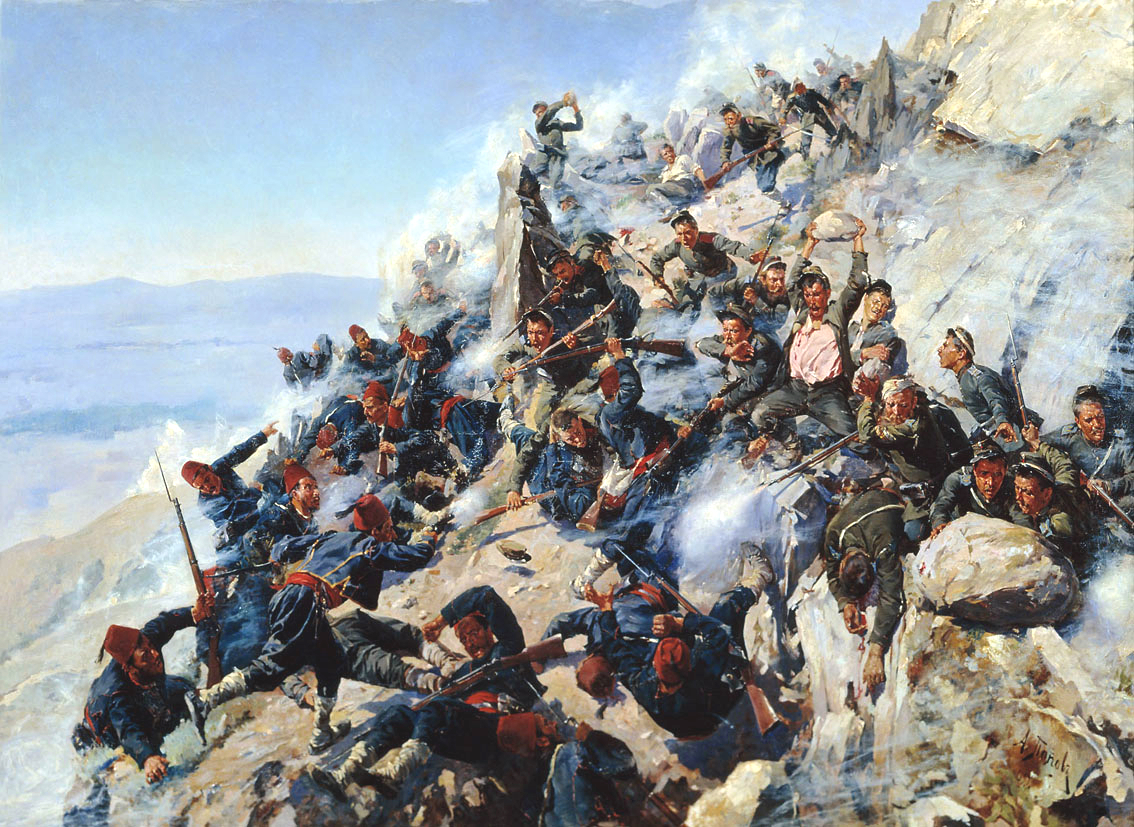
Захист «Орлиного гнізда» 12 серпня 1877 року. Картина О. Попова

Незабаром сюди підійшов перекинутий з Албанії турецький 20-тисячний корпус Сулейман-паші. Радецький мав серйозні причини побоюватися переходу армії Сулейман-паші в північну Болгарію одним зі східних проходів, і наступу її на Тирнов. Тому коли були отримані тривожні звістки, які згодом виявилися перебільшенням, про посилення ворожих військ проти російських загонів біля міст Єлена та Златариця — 8 серпня загальний резерв був направлений до цих пунктів і, таким чином, віддалився від Шипки на відстань 3-4 великих переходів. Тим часом Сулейман, після відступу генерала Гурко, перейнявся метою опанувати Шипкою і до 8 серпня зосередив проти неї 28-тисячне військо при 36 гарматах. У росіян в цей час перебували на перевалі лише Орловський 36-й піхотний полк та п'ять болгарських дружин з 27 гарматами, до яких, вже під час бою наступного дня, прибув з міста Сельві Брянський полк, який збільшив число захисників Шипки до 6 тисяч.
7 серпня армія Сулейман-паші наблизилася до села Шипка. 9 серпня турки штурмували в лоб найсильнішу частину російських позицій на Шипкінському перевалі. Відчайдушні атаки тривали шість днів. До 11 серпня російські війська на Шипці зазнали настільки великих втрат, що положення захисників до полудня цього дня стало критичним, оскільки і бойові запаси підходили до кінця. Але 14 серпня Сулейман-паша припинив активний наступ і відвів війська.
У шестиденному бою на Шипці втрати росіян склали до 3350 осіб, у тому числі два генерали (Драгомиров поранений, Дерожинський убитий) та 108 офіцерів. Турки втратили більш ніж удвічі більше. Ніяких значних результатів бій цей не мав — обидві сторони залишилися на своїх позиціях, але російські війська, охоплені ворогом з трьох сторін, як і раніше перебували в дуже скрутному становищі, яке незабаром ще значно погіршилося з настанням осіннього негоди, а потім зимових холодів і завірюх.
З 15 серпня Шипка була зайнята 14-ю піхотною дивізією і 4-ю стрілецькою бригадою. Орловський та Брянський полки, як найбільш постраждалі, були відведені в резерв. З цього часу почалося так-зване «Шипкінське сидіння» — один з найтяжчих епізодів війни. Захисники Шипки, приречені на пасивну оборону, здійснювали головним чином зміцнення своїх позицій. Турки теж посилили та розширили свої фортифікаційні споруди та безперервно обстрілювали російські позиції. З настанням зими становище військ на Шипці зробилося вкрай важким: морози та завірюхи на вершинах гір були особливо люті. Найвідчутніші були ці труднощі для новоприбулих російських військ: три полки 24-ї дивізії в короткий час буквально розтанули від хвороб. За час з 5 вересня по 24 грудня в Шипкінському загоні вибуло зі строю убитими та пораненими всього близько 700 осіб, а хворими — до 9,5 тисяч. «Шипкінське сидіння» тривало аж до кінця 1877 року.

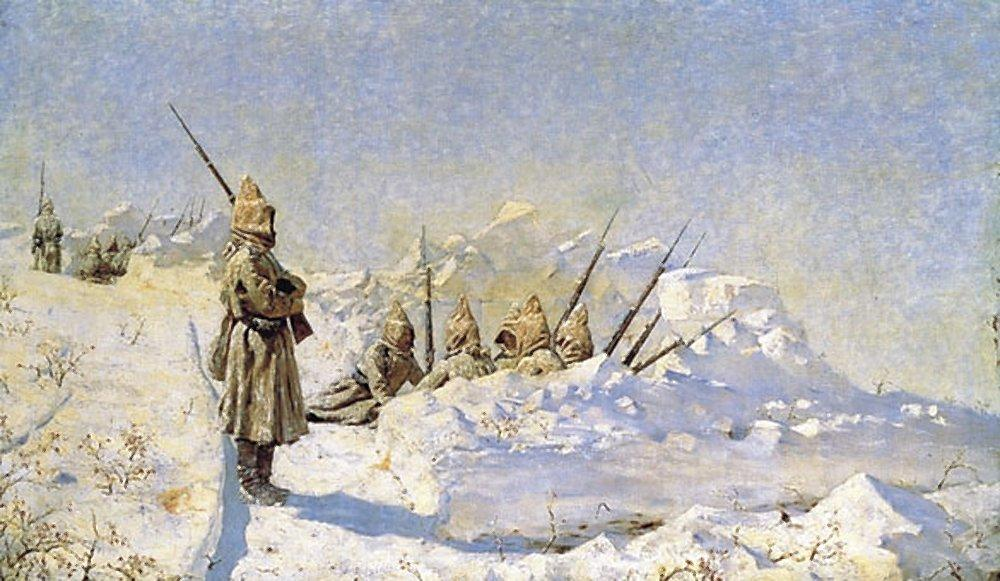
На Шипці все спокійно. Картина В. Верещагіна

На початку листопада турецьким військовим міністром був призначений Мехмед Емін Рауф-паша, а його місце зайняв Ахмет-Еюб, який передав командування головною частиною армії, що облягала Шипку, Вессель-паші.
Коли наприкінці листопада 1877 року капітулювала Плевна, головнокомандувач російською армією, користуючись тим, що у нього звільнилося значне число війська (російська армія налічувала 314 тис. штиків проти близько 183 тис. солдатів у противника), зважився невідкладно, попри морози, перейти Балкани та рушити на Адріанополь. Не в останню чергу таке рішення було обумовлене вкрай важким становищем загонів генералів Гурко та Радецького. 23 грудня західний загін генерала Гурко (71 тис. осіб) у винятково важких умовах перейшов через Балкани і 23 грудня 1877 зайняв Софію. У той же день почали наступ війська Південного загону генерала Радецького (загони під командуванням генералів Скобелева та Святополк-Мирського), які в ході битви при Шейново 27—28 грудня оточили та взяли в полон 30-тисячну армію Вессель-паші. Результатом розгрому Шипкінської армії Вессель-паші стало захоплення в полон в полон 41 табор (близько 32-х тисяч), 103 гармати і 6 знамен. Втрати Радецького у всіх трьох загонах сягали 5 тисяч. 29 грудня 1877 року «за п'ятимісячну хоробру оборону Шипкінського перевалу та полоніння всієї армії Вессель-паші» Радецький був нагороджений орденом Святого Георгія 2-го ступеня і отримав звання генерал від інфантерії.
Аби максимально скористатися перемогою при Шипці-Шейново, командування російської армії ухвалило рішення без затримки наступати кількома колонами на Адріанополь. З них ліва під командуванням Радецького мала прямувати через Ескі і Ені-Загру до Ямбола та звідти долиною Тунджі до Адріанополя.
Поки загін Радецького спускався з Балкан, турки відступили до Константинополя. До вечора 7 січня 1878 року турецькі війська покинули Адріанополь, попередньо підірвавши арсенали й склади, а 8 січня в місто без бою увійшли росіяни. Колона ж Радецького, внаслідок труднощів спуску з гір, підійшла до Адріанополя лише 16 січня, тобто через дев'ять днів після вступу туди загону генерала Олександра Струкова. А 19 січня у Адріанополі були підписані попередні умови миру.
Особиста хоробрість та турбота про солдатів сприяли популярності Федора Федоровича Радецького. У квітня 1878 року він призначений генерал-ад'ютантом та шефом 55-го подільського піхотного полку.

### Післявоєнна служба, останні роки
Після укладення Сан-Стефанського мирного договору війська 8-го армійського корпусу залишалися на місцях свого розташування до серпня. 30 серпня транспортними суднами корпус був доставлений в Одесу. Після війни Радецький став надзвичайно популярним — його всюди зустрічали та вшановували, як національного героя. Федір Радецький був обраний почесним громадянином Полтави і Санкт-Петербургу, почесним членом Миколаївської академії Генерального штабу. На знак поваги до видатного земляка полтавська громада подарувала герою боїв на Шипці будинок на вулиці Інститутській, поруч з міським садом, відомий більше як будинок Капніста.

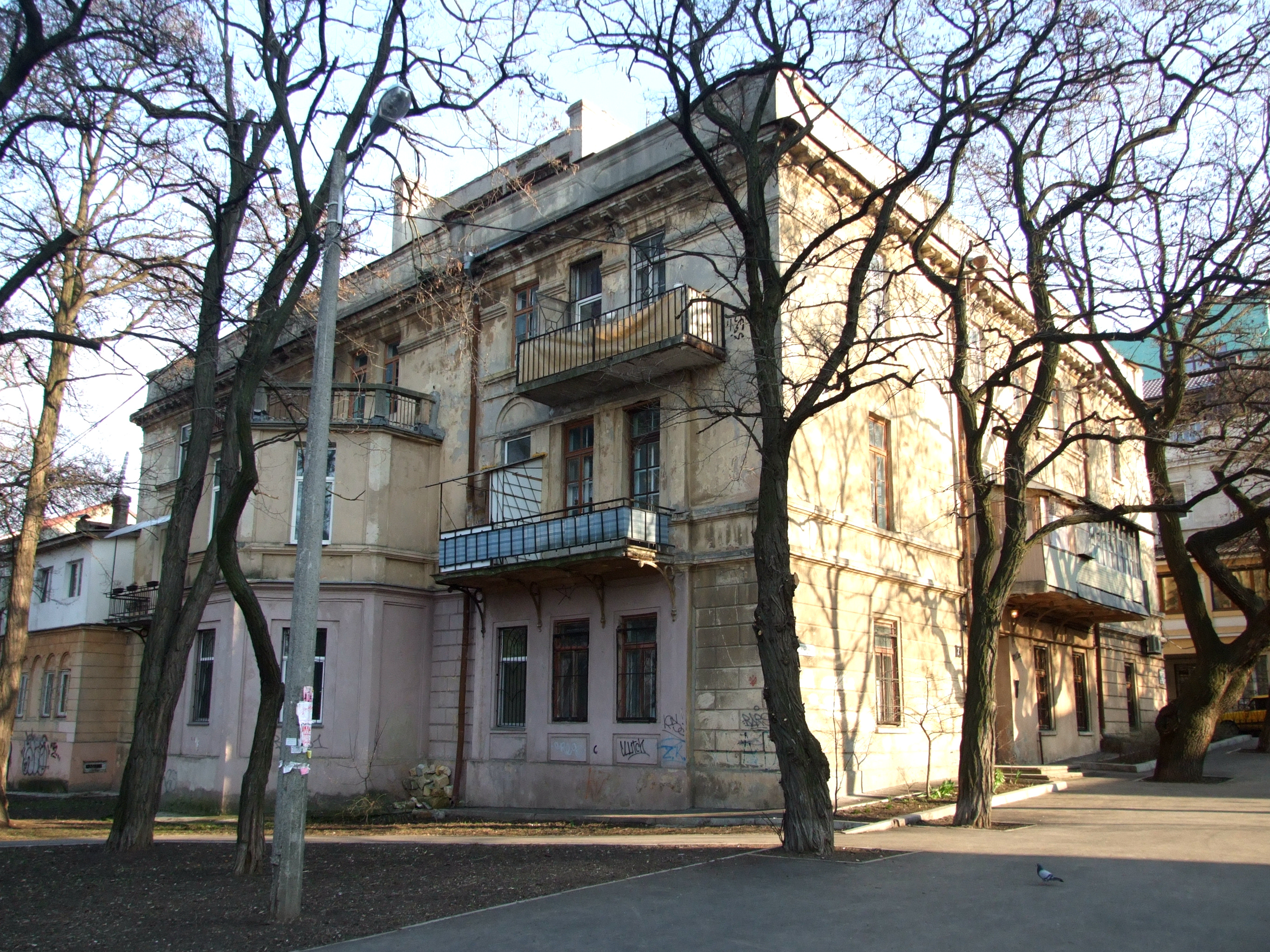
Будинок, де жив генерал Радецький в Одесі. Вулиця Преображенська, 2

Після командування 5-м армійським, а потім гренадерським корпусами, 10 травня 1882 року Радецький був призначений командувачем військами Харківського військового округу, 15 травня того ж року отримав орден Білого Орла, а 30 серпня 1885 року — орден Святого Олександра Невського. Зі скасуванням Харківського округу у 1888 році переведений командувачем військами Київського військового округу та отримав діамантові знаки до ордена Олександра Невського. 18 серпня 1889 року, в день 50-ї річниці початку його військової служби, Федір Радецький був звільнений з посади командувача Київським округом та призначення членом Державної та Військової рад імперії.

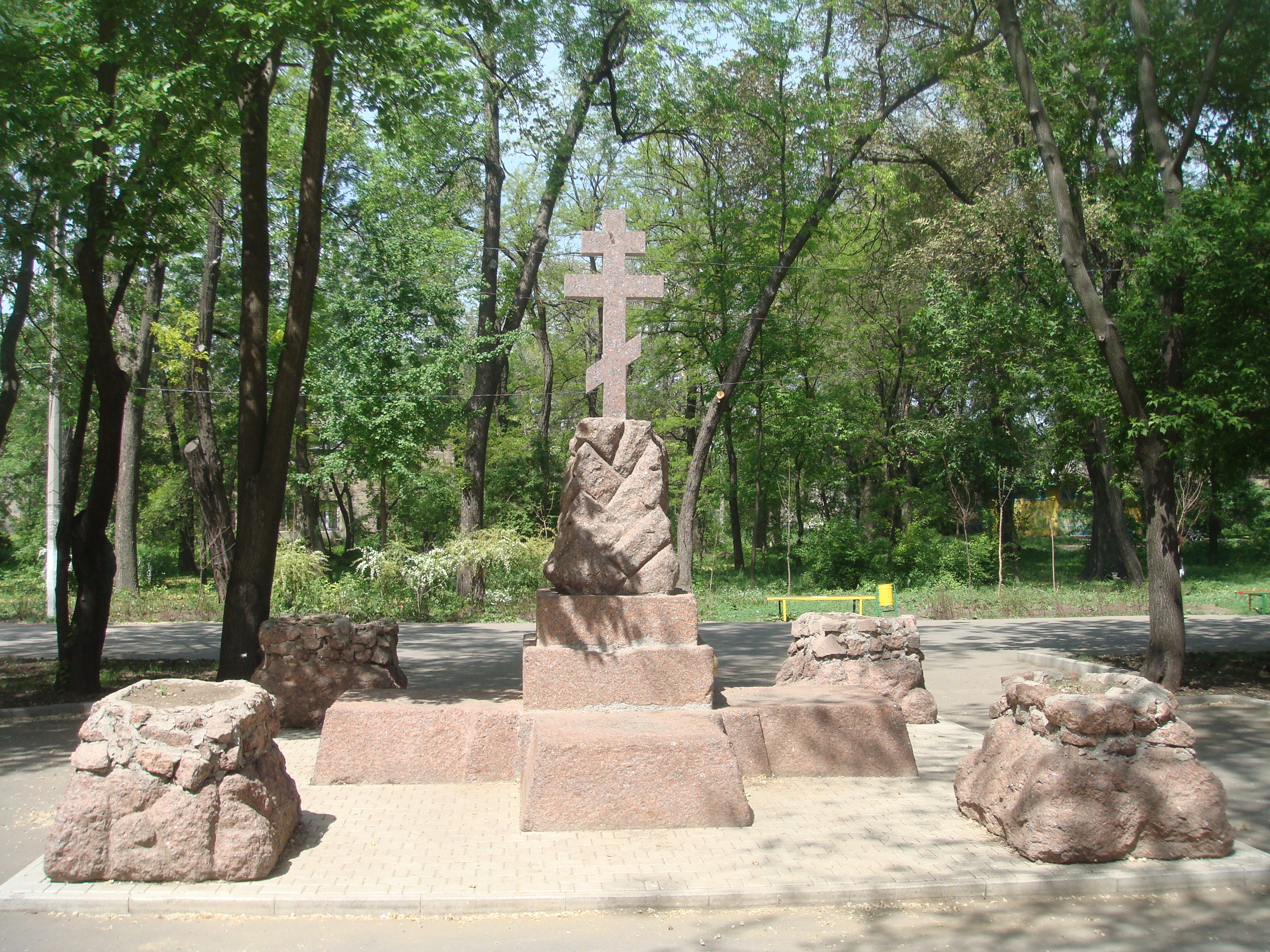
Відновлений пам'ятник генералу Радецькому на Старому християнському цвинтарі в Одесі

Восени 1889 року Радецький з сім'єю оселився в Одесі. Через три тижні перебування в Одесі він виїхав до Санкт-Петербургу, де був представлений в новій якості імператору Олександру III. У Петербурзі на той час лютувала епідемія грипу. Захворів і Радецький. Організм, ослаблений попередніми хворобами та нервовими переживаннями, не зміг побороти хворобу, яка дала ускладнення — Федора Федоровича мучили напади задухи. Радецький поїхав лікуватися до своєї другої дружини Серафими Петрівни до Варшави, де лікарі діагностували у нього тяжку форму склерозу вінцевих судин серця та аорти. Відчувши згодом деяке полегшення Радецький у супроводі своєї дочки Наталії 12 січня 1890 року повернувся до Одеси. Проте 14 січня о 23:55 Радецький помер.
Похований 19 січня 1890 року на Першому Християнському цвинтарі в Одесі. 1891 року на могилі на кошти сім'ї Радецьких було встановлено пам'ятник у вигляді скелі з темно-червоного граніту з восьмиконечним бронзовим хрестом на вершині. На скельному уступі перебувала бронзова фігура Федіра Радецкого в обладунках давньоруського воїна з оголеним мечем у правій руці, ліва рука підтримувала хрест. Підніжжя монумента утворювали 3 восьмикутних східчастих ярусу з рожевого граніту. Навколо монумента була встановлена огорожа з 12 гранітних тумб, з'єднаних гранітним цоколем і чавунними ланцюгами. На кожній тумбі — трофейне турецьке знаряддя періоду російсько-турецької війни 1877—1878 років, зневажуване бронзовим орлом. На сьогодні збереглися 4 тумби без металевих деталей оформлення. Автором проєкту став архітектор В. Шервуд У середині 1930-х років поховання героя Шипки було розграбоване, а меморіал на його честь зруйнований. 2011 року пам'ятник генералу був відновлений.

## Нагороди
Російські:
- Орден Святого Станіслава 3 ступеня (4 серпня 1845)
- Орден Святої Анни 3 ступеня з бантом (16 грудня 1852)
- Орден Святої Анни 2 ступеня (18 серпня 1855) з імператорською короною (31 січня 1859)
- Орден Святого Володимира 4 ступеня з бантом (4 жовтня 1855)
- Орден Святого Георгія 4 ступеня (8 вересня 1859)
- Золота шабля «За хоробрість» (10 травня 1860)
- Орден Святого Володимира 3 ступеня з мечами (5 вересня 1863)
- Орден Святого Станіслава 1 ступеня з мечами (16 квітня 1867)
- Орден Святої Анни 1 ступеня з мечами (30 серпня 1870) з імператорською короною з мечами (19 серпня 1872)
- Орден Святого Володимира 2 ступеня (30 серпня 1875)
- Орден Святого Георгія 3 ступеня (16 червня 1877)
- Золота шпага, прикрашена діамантами з написом «За оборону Шипки з 9-го по 14-е серпня 1877» (15 серпня 1877)
- Орден Святого Георгія 2 ступеня (4 січня 1878)
- Відзнака за 40 років бездоганної служби (1881)
- Орден Білого Орла (15 травня 1882)
- Орден Святого Олександра Невського (30 серпня 1885) з діамантовими знаками (1888)
- Почесний громадянин Полтави
- Почесний громадянин Санкт-Петербурга[3]

Іноземні:
- Прусський орден «За заслуги» (1878)
- Сербський Орден Таковського хреста 1 ступеня (1878)
- Прусський Великий хрест ордена Червоного Орла (1879) з діамантовими знаками (1886)
- Болгарський орден «Святий Олександр» 1 ступеня (1884)